# I Like It Loud
I Like It Loud ist ein Lied des deutschen DJs und Produzenten Marc Acardipane in Zusammenarbeit mit dem aus Trinidad und Tobago stammenden Rapper The Ultimate MC. Acardipane präsentiert mit dem Lied sein Alias Marshall Masters. Der Song wurde am 25. Juni 1997 über sein eigenes Plattenlabel „Acardipane Records“ sowie das niederländische Entertainment Label „ID&T“ veröffentlicht. Durch eine Coverversion der deutschen Dance-Band Scooter im Jahr 2003 konnte das Lied weltweit Aufmerksamkeit erlangen.

## Hintergrund
Die Lyrics des Liedes basiert auf dem Lied I Can’t Live Without My Radio des US-amerikanischen Rapper LL Cool J aus dem Jahr 1985. Die Single erschien in Kombination mit mehreren B-Seiten. Diese bestanden aus den Liedern Hustler for Life mit Nasty Django, Master Anthem und einem Radio Edit des Tracks.

### Chartplatzierungen
I Like It Loud erreichte eine Platzierung in den offiziellen Singlecharts von Belgien. Dort rückte es bis auf Platz 3 des niederländischen Bereiches Flandern vor. In den niederländischen Top-100 erreichte die Single Platz 51.

## Cover-Version von Scooter
Das Lied wurde von der deutschen Dance-Band Scooter unter dem Namen Maria (I Like It Loud) veröffentlicht. Es wurde als dritte und letzte Singleauskopplung aus dem im Jahr 2003 veröffentlichten Album The Stadium Techno Experience veröffentlicht.
Hintergrund
Die Singleversion wurde als Remix der Albumversion mit Marc Acardipane und Dick Rules aufgenommen. Das Musikvideo zeigt Scooter bei einem Auftritt in einem Nachtclub. In den Musikcharts erreichte die Single Platz 4 in Deutschland und Platz 1 in Österreich. Während der Dreharbeiten zu dem Musikvideo lernte H. P. Baxxter seine spätere Ehefrau kennen. Am 11. Oktober 2013 wurde eine neue Version von Scooters Cover-Version veröffentlicht. Sie wurde neu in Zusammenarbeit mit dem deutschen Dance-Projekt R.I.O. aufgenommen und erschien gemeinsam mit dem Album 20 Years of Hardcore.
Verwendung
Der Song wird auch von einigen Fußballvereinen wie Steaua Bukarest, Borussia Mönchengladbach, 1. FC Heidenheim, SV Wehen Wiesbaden, US Palermo, Glasgow Rangers und Philadelphia Union verwendet, vor allem als Torhymne. In der National Hockey League nutzen die Philadelphia Flyers das Lied als Torhymne. Der Kickboxer Gago Drago nutzt eine Version des Liedes als Einmarsch-Hymne. Der Leipziger Judoclub benutzte den Instrumentalteil mit dem markanten Dubbdubbdubb … nach wichtigen Punkt des Vereins in der eigenen Halle. Seit Juni 2023 wird der Song von der österreichischen Fußballnationalmannschaft als Torhymne verwendet.
Chartplatzierungen
Maria (I Like It Loud) erreichte in mehreren europäischen Ländern hohe Platzierungen in den offiziellen Singlecharts. In Österreich rückten Scooter und Marc Arcadipane die Spitzen-Position, während in Deutschland Platz 4 und Ungarn Nummer 2 erreicht wurde. Des Weiteren rückten sie in unter anderem Rumänien und Schweden bis in die Top-100 vor.
| ChartsChartplatzierungen     | Höchstplatzierung | Wochen |
| ---------------------------- | ----------------- | ------ |
| Deutschland (GfK)            | 4 (14 Wo.)        | 14     |
| Österreich (Ö3)              | 1 (22 Wo.)        | 22     |
| Schweiz (IFPI)               | 21 (9 Wo.)        | 9      |
| Vereinigtes Königreich (OCC) | 46 (4 Wo.)        | 4      |

## Weitere Coverversionen
Im Jahr 2002 wurde das Lied vom Club Robbers als Dance-Version und im Jahr 2007 von der Hard-Trance-Band Cosmic Guys gecovert. Marc Acardipane nahm den Song mit Dick Rules als Singleversion im Jahr 2003 auf. Die kanadische Post-Hardcore-Band Abandon All Ships nahm eine Kurzfassung des Lieds auf. Im Jahr 2018 veröffentlichte der niederländische DJ und Produzent Tiësto gemeinsam mit dem Produzenten John Christian eine Big-Room-Version des Liedes. Diese war auf der gleichnamigen EP enthalten.